# Тиммерман, Лариса Васильевна
Лариса Васильевна Тиммерман (1839 — 02.04.1905) — благотворительница, жившая в Российской империи, которая передала свою состояние городу Азову в размере около 62 тысяч рублей.

## Биография
Лариса Васильевна Тиммерман родилась в дворянской семье. Её отцом был поручик Василий Андреевич Семейкин. Он был военным, как и большинство поселенцев на территории Приазовье. В 70-х гг. XVIII века именно эти земли раздавались военным за хорошую службу, таким образом сделав их первыми помещиками в Приазовье. С 1815 года эта семья уже значилась в документах как землевладельцы.
После смерти отца, примерно в середине того же века, по завещанию, имение переходило ей, так как она была единственным ребёнком в семье. Спустя время, она с матерью уехала в Славносербский уезд, установив опекунство над отцовским имением. В 1860 году она познакомилась и вышла замуж за прапорщика Александра Павловича Тиммермана, и они вернулись в Павловку. Своих детей у них не было. После отмены крепостного права императором Александром II, она наделила землями 115 душ, давайте им 345 десятин, как предусматривали законы. В 90-е гг. XIX века Лариса Тиммерман стала вдовой и переехала жить в город Азов. Так как она была набожной, то уезжая в Киев по святым местам в 1901 году, Лариса Васильевна передала свою усадьбу городу. Она попросила городскую власть, чтобы в усадьбе сделали больницу. Свой капитал она выделила на содержание больницы, строительство женской гимназии и помощь бедным. Умерла 2 апреля 1905 года в возрасте 66 лет в Киеве. В феврале 1914 года ей был установлен памятник.

## Память
Была похоронена на территории Успенской церкви в Азове. В 1932—1933 гг. власти разрушили церковь и могильные камни. В 1991 году её могильный камень нашли при выкапывании траншеи.
Только в 2016 году его возвратили на прежнее место захоронения.